# Distretto di Chah Ab
Il distretto di Chah Ab è un distretto dell'Afghanistan appartenente alla provincia del Takhar.
| Controllo di autorità | VIAF (EN) 151515372 · LCCN (EN) n2010066450 |